# Los Tres (álbum)
Los Tres es el primer álbum de estudio y homónimo de la banda chilena Los Tres, que contiene tres de sus principales canciones, «Un amor violento», «He barrido el sol», y «Pájaros de fuego» que, entre otras, sirvieron para posicionar al grupo de Concepción como una de las bandas más importantes de la escena de rock chileno de los 90.

## Antecedentes
Luego de años en la escena local de Concepción, Los Tres se habían conformado definitivamente en Santiago, la capital chilena, en 1987. En un principio, estuvieron desarrollando su sonido a través de sus múltiples influencias: Álvaro Henríquez analizando la voz de Elvis Presley y Gene Vincent, mientras Francisco Molina notaba a Buddy Rich y Zappa in New York como materiales que sabían de memoria. Su primera canción grabada fue «En Jamaica», donde recuentan haber insistido constantemente a la Radio Gabriela que pasaran su casete.
Un año después, se les une el virtuoso guitarrista Ángel Parra, por intermedio de su hermana Javiera, en ese momento, pareja sentimental de Álvaro Henríquez, armando la conformación definitiva de la banda como cuarteto. El grupo había ganado algo de espacio en la capital chilena, en un ambiente de rock algo decaído después de la irrupción de los grupos new wave con sintetizadores a fines de los 80s.

## Contenido
El disco abre con «Somos tontos, no pesados», que se ha convertido en la declaración de principios de la banda, con una sonoridad compleja pero sustentada en una frase reiterativa y decidora. Durante los conciertos, el grupo acostumbraba a agregar a la improvisación instrumental de la canción, extractos de las canciones bailables de moda, para mirar con ironía al resto de la escena musical. Sobre «Sudapara», Molina menciona que una de las influencias rítmicas fue la banda estadounidense de rockabilly Stray Cats, en particular su sencillo «Rock This Town». «El haz sensor» fue descrito por el asistente Claudio Espinoza “Claus” como una de las canciones más estándar en el álbum. Por su parte, Molina nota que fue una de las primeras canciones trabajadas desde su formación, junto a «En Jamaica», «Pájaros de fuego» y «Un amor violento».
La cuarta canción, «Flores secas», contiene una mayor influencia del jazz. Una de las letras menciona un “martes de horror”, realzado por la instrumentalización más sombría. «Pájaros de fuego» sigue esa línea argumental, donde sus acordes de guitarras han sido comparados con Quilapayún, quienes realizaron una versión junto a Henríquez en 2013. «La primera vez» concluye la trilogía de canciones sobre la dictadura militar, dirigido a Augusto Pinochet, con Henríquez comentando en 2022: “había un cierto temor por los militares, pero también había mucha rabia en contra de ellos”. El sencillo popular «Un amor violento» posee la sonoridad característica de un bolero y ciertos acordes rock para complementar la fusión.

## Grabación
Una vez firmados por Alerce, se asentaron en los estudios Filmocentro junto al ingeniero Jorge Esteban, quién tenía experiencia grabando álbumes de rock en Nueva York. Esteban también había grabado otros álbumes nacionales para Alerce, como Para los arqueólogos del futuro de Congreso, En el bunker de Fulano y Buscando chilenos de los contemporáneos Sexual Democracia. Según Necochea, las grabaciones fueron rápidas debido a lo estructurado de sus canciones, mientras Titae aclara que el único aspecto complejo fue el hecho de realizar las grabaciones en directo. Canciones en particular, como «La primera vez», tiene un solo de guitarra realizado por Parra en una sola toma.
Durante las sesiones, utilizaron una grabadora Otari para los cambios de pitch vocales en «Somos tontos, no pesados», como también en el efecto delay presente en «Amores incompletos», comentando que el uso de estos artefactos digitales dentro de sus grabaciones orgánicas fueron una decisión intuitiva.

## Publicación
El grupo graba las canciones de su primer álbum, y lo edita en 1991 bajo el sello Alerce, que no pertenece a ninguna de las grandes compañías transnacionales de distribución musical (EMI, Sony Music, BMG) de la época. Tres de las canciones (Un Amor Violento, Pájaros de Fuego y He Barrido el Sol) contaron con un videoclip promocional. Los temas "Un Amor Violento", "Sudapara", "Pájaros de Fuego", "La Primera Vez" y "He Barrido el Sol" fueron ejecutados por el grupo en su recital para MTV, Los Tres MTV Unplugged, de manera acústica en 1995. 
Por otra parte, "La Primera Vez", "Pájaros de Fuego", "Un Amor Violento", "He Barrido el Sol", "Flores Secas" y "Somos Tontos No Pesados" aparecieron en el disco Grandes Éxitos, lanzado en 2006. En 2011, para celebrar el vigésimo aniversario del lanzamiento de este primer disco de la banda, realizan una gira que los lleva por diversas ciudades de Chile (Santiago, Talca, Temuco y su natal Concepción), en la que, junto con otros clásicos del repertorio del grupo, repasan íntegramente los diez temas del disco.
En 2011, celebraron el vigésimo aniversario del álbum con una presentación Teatro Caupolicán, donde realizaron un registro de imágenes en vivo, entrevistas y backstage como parte de un documental futuro.

## Recepción
El disco le vale al grupo galardones por parte de la Asociación de Periodistas de Espectáculos (APES), con las estatuillas a "Mejor Grupo de Rock" y "Revelación del año 1991". En este año, también obtienen las nominaciones por el "Mejor Video Clip" y "Mejor Cantante y Compositor". El lanzamiento del primer disco, además, orienta al grupo a buscar cierta figuración internacional: en noviembre de 1991, forman parte de la delegación chilena en la "Semana Cultural de Chile" en Buenos Aires, Argentina. Así sus temas llegan al Parque Centenario de la capital trasandina y al programa de televisión Crema Americana.
Este álbum fue escogido como el vigésimo mejor disco chileno de todos los tiempos, según la revista Rolling Stone, en abril de 2008. De esta manera, este álbum comparte un importante lugar en la historia musical de Chile, en conjunto con otros de sus discos: La espada y la pared (posicionada en el 10.º lugar) y Fome (en el 29.º lugar).

### Reconocimientos
| Publicación   | País           | Lista                                                   | Año  | Puesto |
| ------------- | -------------- | ------------------------------------------------------- | ---- | ------ |
| Al Borde      | Estados Unidos | Los 250 álbumes más importantes del Rock Iberoamericano | 2006 | 151    |
| Rolling Stone | Chile          | Los 50 mejores discos chilenos                          | 2008 | 20     |

## Lista de canciones
Todas las canciones escritas y compuestas por Álvaro Henríquez, excepto donde se indique. 
| N.º   | Título                     | Escritor(es)              | Duración |  |
| 1.    | «Somos tontos, no pesados» |                           | 4:19     |  |
| 2.    | «El haz sensor»            |                           | 2:27     |  |
| 3.    | «Sudapara»                 | Henríquez · Lindl         | 2:55     |  |
| 4.    | «Flores secas»             | Henríquez · Lindl         | 5:25     |  |
| 5.    | «Pájaros de fuego»         |                           | 4:30     |  |
| 6.    | «La primera vez»           | Henríquez · Lindl         | 3:40     |  |
| 7.    | «En Jamaica»               |                           | 3:15     |  |
| 8.    | «Un amor violento»         |                           | 4:33     |  |
| 9.    | «Amores incompletos»       | Henríquez · Lindl · Parra | 5:45     |  |
| 10.   | «He barrido el sol»        |                           | 3:45     |  |
| 41:19 |                            |                           |          |  |

## Músicos
- Álvaro Henríquez — Voz, Segunda guitarra, Órgano
- Ángel Parra — Primera guitarra, Coros
- Roberto Lindl — Bajo, Contrabajo, Coros
- Francisco Molina — Percusión, Batería

## Créditos
- Ingeniero de sonido — Jorge Esteban
- Asistentes — Claudio Espinoza, Jorge Saravia
- Coordinación estudio — Francisco León
- Mezcla — Jorge Esteban y Los Tres
- Dirección y Producción general — Carlos Necochea
- Diseño — Bobe – Álvaro Henríquez
- Carátula del álbum/Pintura — Actrices, Lado Gudiashvili, 1960.